# Andrés Duany

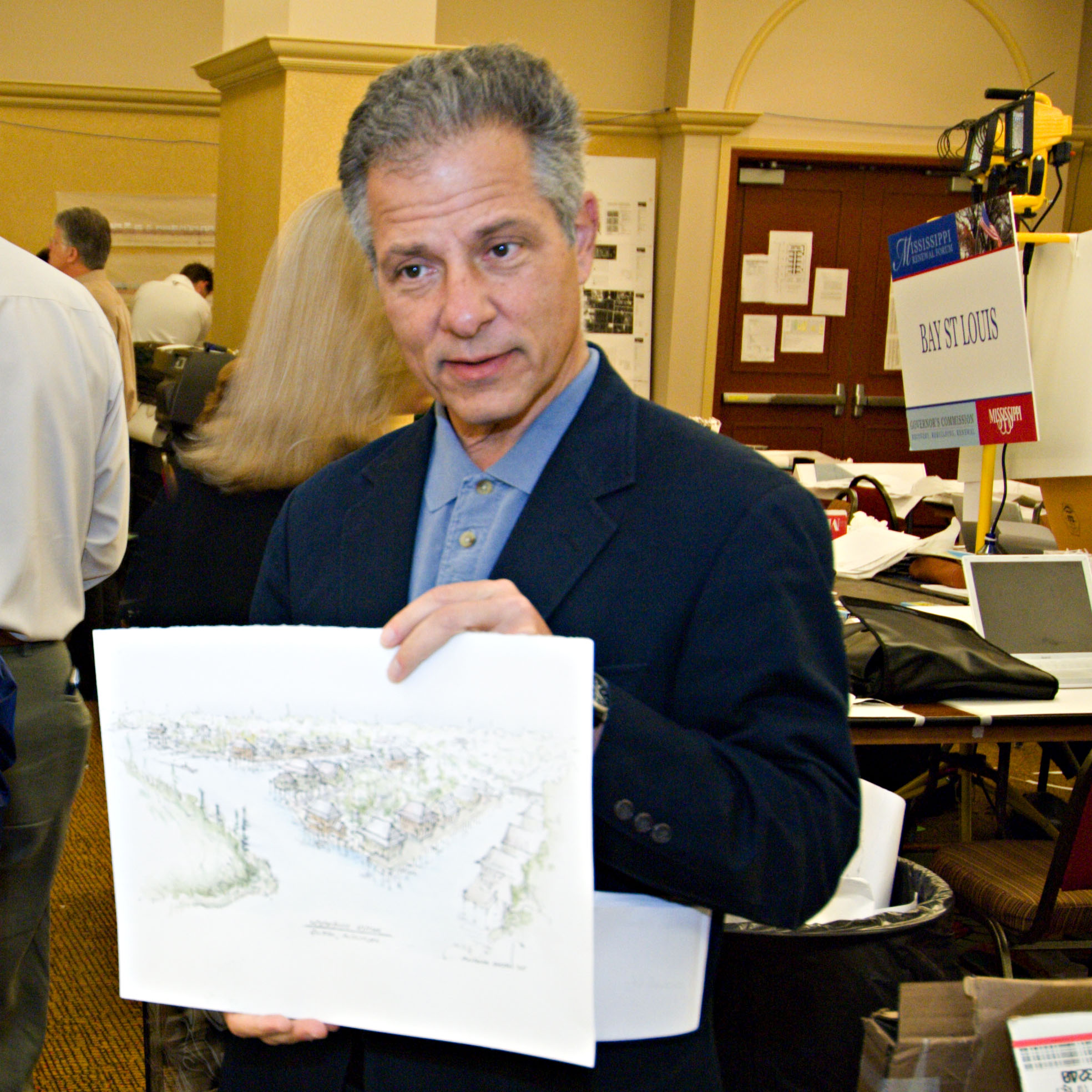
Andrés Duany (2005)

Andrés Duany (* 7. September 1949 in New York City) ist ein US-amerikanischer Architekt, Stadtplaner und Mitbegründer der Bewegung des New Urbanism.

## Leben
Duany wuchs bis 1960 in Kuba auf. Er machte einen Bachelor in Architektur und Stadtplanung an der Princeton University. Nach einem Jahr an der Académie des Beaux-Arts in Paris, erhielt er den Master in Architektur an der Yale School of Architecture.

## Berufliche Entwicklung
1977 war Duany Mitbegründer des Architekturbüros Arquitectonica in Miami: Weitere Eigentümer waren seine Frau Elizabeth Plater-Zyberk, Bernardo Fort-Brescia, Laurinda Hope Spear und Hervin Romney. Arquitectonica  wurde für seinen Stil berühmt, dessen Handschrift als „dramatisch“, expressiv „high tech“ und modernistisch gilt.
Duany und Plater-Zyberk gründeten 1980 die Duany Plater Zyberk & Company (DPZ), deren Zentrale ebenfalls in Miami, Florida ist. DPZ wurde zum Führer der amerikanischen Bewegung des New Urbanism.
Duany ist Mitbegründer und emeritiertes Vorstandsmitglied des Congress for the New Urbanism, der 1993 gegründet wurde. Zudem ist er Mitautor der Bücher: „Suburban Nation: The Rise of Sprawl and the Decline of the American Dream“ und „The New Civic Art.“
Duany prägte den Begriff des Transekts in der Stadtplanung.